# Panorama (biograf)
 For alternative betydninger, se Panorama. (Se også artikler, som begynder med Panorama)
Panorama er en biograf, der ligger i Middelfart. Den blev indviet i april 2005. Biografen har to THX-certificerede sale der tilsammen har 400 pladser.
Panorama ledes af de samme personer, der stod bag Middelfart Biograf.